# Luxemburger Filmpreis 2005
Die Verleihung des 2. Luxemburger Filmpreis fand am 14. Oktober 2005 in der alten Mousels-Brauerei in Clausen statt. Moderiert wurde es von Désirée Nosbusch. In der Jury saßen Großherzogin Maria Teresa, Sylvie Flammang, Josée Hansen, Lynne Polak, Myriam Muller, Philippe Reynaert und Faruk Günaltei.

## Jury und Auswahl
Insgesamt wurden 13 Kurzfilme, 13 Koproduktionen, 11 Luxemburger Filme (darunter 5 Dokumentarfilme), 62 Techniker und 7 Schauspieler nominiert.
Erstmals wurde der Preis für die beste Filmmusik vergeben. Es wurde von der luxemburgischen Agentur für Urheberrechtsschutz, Sacem geschaffen. In der Filmmusik-Jury saßen Raoul Nadalet, Roland Wiltgen, Eric Falchero, Joël Heyar und Bob Krieps.
Während der Woche des Luxemburger Films, vom 7. bis 13. Oktober, konnte das Publikum im Utopia-Kino und in der Cinémathèque sowie am Abend selbst per SMS über den Publikumspreis abstimmen.

## Preisträger
- Bester luxemburgischer Film: Heim ins Reich von Claude Lahr
- Beste Koproduktion: Das Mädchen mit dem Perlenohrring von Peter Webber
- Bester Kurzfilm: (ex aequo):
  - Butterflies von Max Jacoby
  - Starfly von Beryl Koltz
- Bester künstlerischer Beitrag (ex aequo):
  - Véronique Sacrez für die Dekorationen von Gilles’ Frau
  - Christina Schaffer für die künstlerische Leitung des Films Das Mädchen mit dem Perlenohrring
- Bester technischer Beitrag: Carlo Thoss (Ton) für seine gesamte Karriere
- Bester europäischer Film: Gegen die Wand von Fatih Akin
- Prix du jeune espoir: Christophe Wagner
- Publikumspreis: Heim ins Reich von Claude Lahr
- SACEM Lëtzebuerg Preis für die beste Filmmusik: Gast Waltzing für die Komposition der Musik des Films George und das Ei des Drachen